# 秋山一郎
秋山 一郎（あきやま いちろう、1949年（昭和24年）3月26日 - ）は、日本の兵庫県出身の元陸上自衛官。元化学兵器禁止機関（OPCW）査察局長。兵庫県立尼崎高等学校、防衛大学校卒。在職間米国イリノイ大学大学院に5年間留学、化学防護の専門家として同分野における指揮官・幕僚として勤務する。また、防衛省職員として初めてOPCWに派遣された人物である。

## 略歴
- 1971年（昭和46年）3月：防衛大学校を卒業（第15期）、陸上自衛隊に配属。
- 1972年（昭和47年）3月：3等陸尉任官。
- 1979年（昭和54年）：イリノイ大学大学院修了（理学博士号を取得）

帰国後、師団司令部付隊化学防護隊長として勤務
- 1982年（昭和57年）7月：3等陸佐
- 1986年（昭和61年）7月：2等陸佐、第101化学防護隊長等
- 1990年（平成2年）1月：1等陸佐に昇任

主な職歴として新潟地方連絡部長、陸上幕僚監部装備部武器・化学課化学室長。
- 1997年（平成9年）6月29日：同年4月に設立されたOPCWの初代技術事務局査察局長として[2]外務省へ出向（外務事務官兼陸将補）

日本国内においてはオウム真理教第7サティアンの解体・撤去に際し査察を統括
- 2002年（平成14年）7月2日：第24代陸上自衛隊化学学校長兼大宮駐屯地司令
- 2004年（平成16年）8月1日：OPCW技術事務局査察局長として再度派遣[3]。
- 2007年（平成19年）8月1日：自衛隊退職。OPCW査察局長は継続[4]。
- 2009年（平成21年）7月31日：任期満了に伴いOPCW退職。査察局長としてのべ10年間勤務。
- 2013年（平成25年）12月10日、化学兵器禁止機関（OPCW）のノーベル平和賞授賞式に代表の一員として出席[2][5]
- 2021年（令和3年）4月29日：瑞宝中綬章を受章[6][7][8]。